# Liste de gentilés imaginaires
Pour un article plus général, voir Liste de gentilés.
Nombre de pays imaginaires et des lieux qui s’y trouvent ont été dotés d’un gentilé :
- Atlantide (l’) (mythe) : les Atlantes.
- Bordurie (la) (pays de fiction, bande dessinée, aventures de Tintin) : Bordure, Bordures, Bordure, Bordures (invariant au féminin)
  - Szohôd (capitale de la Bordurie) : gentilé inconnu.
- Grand Fenwick (le) : Fenwickien, Fenwickiens, Fenwickienne, Fenwickiennes.
- États-Unis de la Terre : les Terricains.
- Groland : Grolandais, Grolandais, Grolandaise, Grolandaises ; son climat est qualifié de « grolandonneux ».
  - Groville (capitale de Groland) : Grovillois, Grovillois, Grovilloise, Grovilloises.
- Kelsaltan (le) : les Kelsaltipes.
- Lilliput (île) (fiction) : les Lilliputiens.
- Managua (le) (pays de fiction) : les Managuayens.
- Nuevo Rico (le) : Nuevo-Riquien, Nuevo-Riquiens, Nuevo-Riquienne, Nuevo-Riquiennes.
- Palombie : les Palombiens
- Poldavie (la) ou Poldévie (canular datant de 1929) : Poldève, Poldèves (invariant au féminin).
- Rondubraz (le) : les Rondubraziens. Habitants d'un pays imaginaire dans lequel se déroule l'action de Viva Bertaga !, un épisode de la série San-Antonio paru en 1968.
- Ruritanie : l’adjectif correspondant au gentilé est attesté, on parle de romance ruritanienne.
- San Theodoros (le) (pays de fiction, bande dessinée, aventures de Tintin) : San-Théodorien, San-Théodoriens, San-Théodorienne, San-Théodoriennes.
- Sao Rico (le) (pays de fiction, bande dessinée, aventures de Tintin) : les Sao-Ricains.
- Syldavie (la) (pays de fiction, bande dessinée, aventures de Tintin) : Syldave, Syldaves, Syldave, Syldaves (invariant au féminin).
  - Klow (capitale de la Syldavie) : gentilé inconnu.
- Tathmaziz (le) : les Tathmaziziens.